# Franco Imposimato
Franco Imposimato (Maddaloni, 19 dicembre 1939 – Maddaloni, 11 ottobre 1983) è stato un sindacalista italiano, vittima della camorra e fratello del magistrato Ferdinando Imposimato.

## Biografia
Dopo aver trascorso alcuni anni in Sudafrica, dove aveva frequentato una scuola ad indirizzo artistico, specializzandosi in cartellonistica, tornò in Italia, trovando lavoro alla FACE Standard di Maddaloni, dove operava come impiegato e sindacalista della CGIL. Sposato e padre di due figli, era impegnato nell'attività di associazioni sportive e culturali, in particolare con il "Circolo archeologico calatino" e con la sezione locale del Partito Comunista Italiano.
Fu assassinato l'11 ottobre 1983, all'uscita dalla fabbrica, mentre si trovava nella sua ford escort con la moglie ed il cane per recarsi a casa dopo il lavoro.

## La dinamica dell'omicidio
A trecento metri dallo stabilimento, la macchina si trovò la strada sbarrata da una Ritmo 105 con a bordo tre sicari. Due di questi scesero e aprirono il fuoco uccidendolo sul colpo con 11 proiettili. Nell'agguato riuscì a salvarsi sua moglie, benché gravemente ferita da due proiettili sparati da Antonio Abbate, il killer riconosciuto dalla donna anni dopo in sede processuale e appartenente al clan Lubrano-Nuvoletta di Pignataro Maggiore. La donna fu colpita da due proiettili: uno le bucò entrambi i polmoni fuoriuscendo dalla schiena mentre l’altro le rimase conficcato nel braccio sinistro. Provò ad uscire dalla macchina ma dopo qualche passo cadde a terra svenuta e fu il suo barboncino a correre verso la portineria della fabbrica Face Standard attirando sul posto i primi soccorsi. Già sei mesi prima Imposimato si era accorto di essere pedinato e gli fu assegnata una scorta quasi pro forma sospesa poi con le ferie di agosto.

## Le indagini ed i processi

### La pista terroristica
In un primo momento si parlò di omicidio di terrorismo, eventualmente da ascriversi alle Brigate Rosse; il giorno successivo al delitto nella sede napoletana dell'ANSA giunse una telefonata anonima: «È stato ucciso il fratello del giudice boia», ma ben presto si rese chiara la matrice mafiosa e camorristica del delitto, come successivamente chiarito nel processo Spartacus.

### Il processo Spartacus
Franco Imposimato fu vittima di una vendetta trasversale decisa dalla Banda della Magliana, con la complicità della Camorra e di Cosa Nostra per intimidire il fratello, Ferdinando Imposimato, giudice istruttore a Roma, che nel 1983 aveva depositato la prima e la seconda sentenza del processo sull'omicidio di Aldo Moro, aveva seguito diversi processi di mafia e stava indagando sulla Banda della Magliana, avvicinandosi a verità scomode.
Ferdinando Imposimato stava sferrando un duro colpo alla mafia, andando a svelare i suoi legami con la politica e le sue alleanze romane e campane. Indagando infatti sulla morte di Domenico Balducci, un pregiudicato romano associato ai siciliani di Porta Nuova, era sul punto di scoprire la vera identità di Don Mario Aglialoro o Salamandra: Pippo Calò, capo della famiglia di Porta Nuova a Palermo e cassiere di Cosa Nostra a Roma.
All'epoca dei fatti Cosa nostra era legata, da un lato, a Roma attraverso la Banda della Magliana, e dall'altro alla camorra casertana e napoletana nelle persone di Antonio Bardellino (capo dei casalesi affiliato a Cosa Nostra), Lorenzo Nuvoletta (boss di Marano), e Vincenzo Lubrano (boss di Pignataro Maggiore).
Pippo Calò, sentendosi minacciato dalle indagini giudiziarie, chiese ai casalesi di uccidere Franco Imposimato, per ritorsione contro il fratello giudice, un bersaglio troppo difficile da raggiungere. L'ordine passò a Lorenzo Nuvoletta, che a sua volta si rivolse a Vincenzo Lubrano, il quale infine affidò l'esecuzione materiale del delitto a Tonino Abbate e Raffaele Ligato. Il Clan dei Casalesi accettarono anche perché l'impegno ambientalista di Franco Imposimato, per quanto riguarda le cave abusive di Maddaloni, andava a scontrarsi con i loro interessi. Tra i testi ascoltati dai giudici della procura di Santa Maria Capua Vetere, ci furono anche i pentiti siciliani Tommaso Buscetta, Salvatore Cancemi, Giovanni Brusca, Totuccio Contorno, Claudio Sicilia, Angelo Cottarelli.
Nel 1996 il pentito Carmine Schiavone dichiarava che l’agguato al fratello del giudice era stato organizzato da Diotallevi, assolto però per non aver commesso il fatto. Invece il processo Spartacus portò alle condanne all'ergastolo in via definitiva per Pippo Calò, Vincenzo Lubrano, Antonio Abbate e Raffaele Ligato. Vincenzo Lubrano, durante il processo, avvicinò uno dei due figli di Franco Imposimato, Giuseppe, giurandogli sul figlio morto che non c'entrava niente con la morte di suo padre. Raffaele Ligato invece si presentò al processo in sedia a rotelle spacciandosi per cieco, con opportuna certificazione medica. Dopo la notizia della condanna in primo grado all'ergastolo, però, colto da improvvisa guarigione, riuscì a scappare in Germania, dove fu catturato dopo un anno di latitanza. La sentenza d’appello emessa nel 2000, confermata in Cassazione, indica tra i responsabili anche il boss defunto Lorenzo Nuvoletta.
Il pentito Maurizio Abbatino, ex membro della Banda della Magliana, nel 2018 racconterà che nell’agosto del 1983 si riunirono al Gianicolo a Roma Edoardo Toscano, suo amico fraterno, i fratelli Pellegrinetti, Maurizio Andreucci e Claudio Vannicola per parlare dell’omicidio che venne approvato con l'obiettivo di colpire il giudice Ferdinando Imposimato, fratello di Franco, che stava indagando sulla morte di Domenico Balducci, vicino a Pippo Calò che era legato alla Banda della Magliana e ai napoletani. Stando invece alle dichiarazioni dell’altro pentito della Banda della Magliana Antonio Mancini, durante una riunione a Trastevere tra il 1979 e il 1980, si discusse appunto anche dell’uccisione di Ferdinando Imposimato su proposta di Danilo Abbruciati e su richiesta di personaggi legati alla massoneria, progetto che però non fu realizzato. Claudio Sicilia, altro pentito della Banda, nel 1986 rivela di un colloquio tra Corrado Iacolare, numero due del boss Raffaele Cutolo, e i Nuvoletta successivo all’omicidio di Franco Imposimato poiché nonostante l’uccisione del fratello, Ferdinando aveva continuato nel suo agire ed era diventato pericolosissimo: aveva indagato sui mafiosi Gambino, Inzerillo e Spatola, sull’alleanza tra 'ndrangheta e Brigate Rosse, sul falso rapimento di Michele Sindona imbattendosi nei nomi di Flavio Carboni ed Ernesto Diotallevi e la sua inchiesta fu trasferita a Giuliano Turone che fece scoppiare lo scandalo della P2. Il 16 dicembre 1984 il giudice indicò ai magistrati tutte queste inchieste in cui ricercare il movente per l’omicidio del fratello venendo poi minacciato dall’avvocato del fratello di Carboni.